# ワラリズム
『ワラリズム』（WARA-RHYTHM）は、フジテレビ放送のお笑い番組。

## 出演

### 司会
- 原田泰造・堀内健（ネプチューン）

### 進行
- ハライチ（第3回のみ）- コーナー「投稿ワラリズム」担当

### アシスタント
- 松村未央（フジテレビアナウンサー）（第1・2回のみ）
- 渡邊渚（フジテレビアナウンサー）（第3回のみ）

### バイヤー
- 名倉潤（ネプチューン）- オーガナイザー
- 若旦那（湘南乃風）
- DJ KAORI
- いしわたり淳治（第1回のみ）
- たむらぱん（第1回のみ）
- キマグレン（第2回のみ）
- 田中隼人

### 芸人

#### 第1回
- 植野行雄（デニス）
- 梅小鉢
- オレンジーナ （現・ いちばん風呂）
- COWCOW
- クマムシ
- ケーリーハミルトン
- 劇団シリフリ （シリフリ）
- ケチン・ダ・コチン
- ザブングル
- しずる
- ジャルジャル
- ジャングルポケット
- ZEN
- どぶろっく
- 2700
- バイきんぐ
- ぶらっくさむらい
- ホットセクシーズ（ガリバートンネル&インポッシブル）
- 堀内健（ネプチューン）※司会兼務
- ミサト
- ロバート
- ロッチ

（五十音順）

#### 第2回
- 植野行雄（デニス）
- シリフリ
- ケチン・ダ・コチン
- ザブングル
- ジャングルポケット
- 鈴木奈都
- ZEN
- 2700
- バイきんぐ
- ぶらっくさむらい
- ホットセクシーズ（ガリバートンネル&インポッシブル）
- 堀内健（ネプチューン）※司会兼務
- ロバート

（五十音順）

## 優勝者
| 放送回 | 優勝者                 | ネタ名            | ダウンロード金額 |
| ------ | ---------------------- | ----------------- | ---------------- |
| 第1回  | クマムシ               | ♪Library          | 27,000円         |
| 第2回  | 堀内健（ネプチューン） | ♪素うどんボイル   | 26,000円         |
| 第2回  | ぶらっくさむらい       | ♪ハーフのブルース | 26,000円         |
| 第2回  | ロバート               | ♪いとこ           | 26,000円         |

## スタッフ
第3回（2020年11月2日放送分）
- 構成：鈴木おさむ、樅野太紀、酒井義文
- TD/SW：勝村信之
- CAM：今井健一
- VE：松田和樹
- 音声：鈴木岳登
- PA：秋野岳夫
- LD：安藤雄郎
- デザイン：鈴木賢太
- 美術制作：平井秀樹
- 美術進行：鈴木あみ
- 大道具：浅見大、藤沢和雄
- アクリル装飾：斉藤祐介
- 電飾：後藤佑介
- 植木装飾：後藤健
- メイク：山田かつら
- 音楽制作：カンケ
- 音響効果：RENOVATIO
- 編集：小林譲
- MA：吉田肇
- TK：水越理恵
- 編成：田村優介
- 広報：原寛之
- 技術協力：fmt、サンフォニックス、Eno Studio、casinodrive
- 協力：JOYSOUND
- 制作協力：SWITCH
- AD：藤田結衣、渡邉万亜弥、陶山春花、古庄優香、木村浩輝
- AP：飯田美沙紀
- FD：土屋友輝
- ディレクター：小杉隆史、東隆志、宇野慎也、柴山凌、宮川直樹
- プロデューサー：原田廣一、今尾千里
- 総合演出：佐藤正樹
- チーフプロデューサー：石川綾一
- 制作：フジテレビ編成制作局制作センター第二制作室
- 制作著作：フジテレビ